# Taximordet
Taximordet är ett uppmärksammat svenskt mord som ägde rum utanför Stuvsta natten mellan den 28 och 29 september 1960. Mordoffret var den 24-åriga taxichauffören Berit Lundqvist. Det var det första mordet på en kvinnlig taxichaufför i hela Europa. Fallet har förblivit olöst och preskriberades 1985.
Taxichauffören Berit Lundqvist plockade sannolikt upp mördaren som taxikund någon gång under kvällen eller natten mellan den 28 och 29 september. Därefter körde de till en skogsväg utanför Stuvsta där mördaren sköt offret genom bakhuvudet med en pistol. Mördaren lämnade därefter mordplatsen till fots. Bilen med mordoffret återfanns på morgonen den 29 september. När kriminaltekniker undersökte bilen konstaterades att bilens taxikassa låg kvar till synes orörd.
Polisen kunde säkra skoavtryck på mordplatsen som sannolikt kom från mördaren och lyckades binda dem till ett par skor som hade sålts i en skobutik i Högdalen en kort tid före mordet. Men några ytterligare spår efter mördaren påträffade man inte. Mordvapnet har aldrig återfunnits.
År 1972 erkände den dömde mördaren Leif Peters att han var den som mördade Berit Lundqvist; han drog dock senare tillbaka sitt erkännande och åtalades aldrig för mordet. Mordet preskriberades 1985.